# Słowacja na Zimowych Igrzyskach Olimpijskich 2010

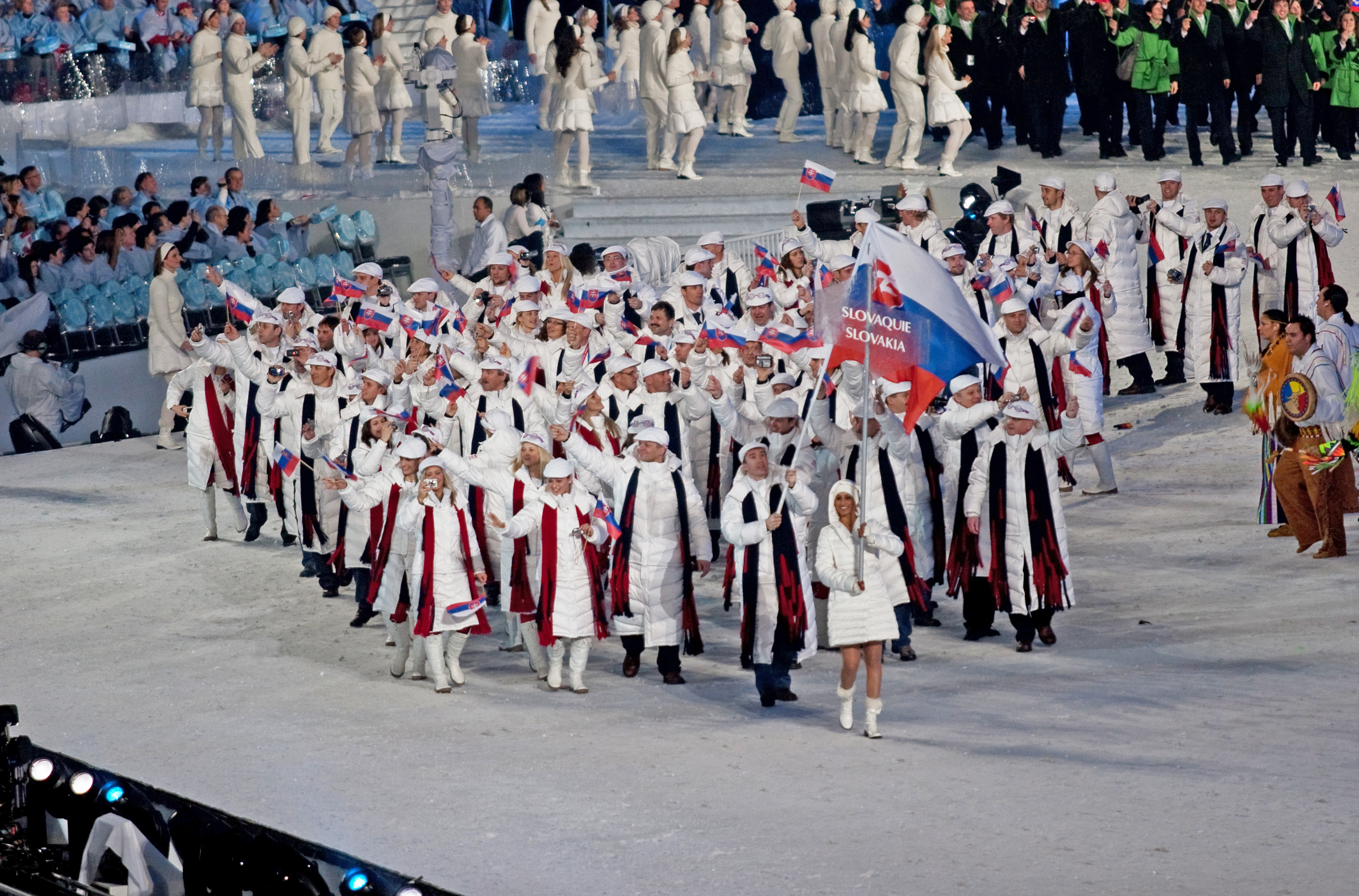
Reprezentacja Słowacji podczas ceremonii otwarcia igrzysk w Vancouver

Słowacja na Zimowych Igrzyskach Olimpijskich 2010 – występ kadry sportowców reprezentujących Słowację na igrzyskach w 2010 roku w Vancouver.
Reprezentacja liczyła 73 sportowców – 41 mężczyzn i 32 kobiety. Wystąpili oni w 34 konkurencjach w ośmiu dyscyplinach sportowych. Największą część reprezentacji stanowili hokeiści – 24 zawodników i 21 zawodniczek. Ponadto w składzie znalazło się dziewięcioro biathlonistów, pięcioro biegaczy i saneczkarzy, czterech bobsleistów, troje narciarzy alpejskich, jedna łyżwiarka figurowa i jeden skoczek narciarski. Spośród powołanych zawodników, 68 sportowców (38 mężczyzn i 30 kobiet) wystąpiło przynajmniej w jednej konkurencji.
Reprezentanci Słowacji zdobyli w Vancouver trzy medale, po jednym z każdego kruszcu, wszystkie w konkurencjach biathlonowych – złoto w sprincie i srebro w biegu pościgowym zdobyła Anastasija Kuźmina, a brąz w biegu masowym wywalczył Pavol Hurajt. Złoty medal Kuźminy był pierwszym złotym medalem zimowych igrzysk olimpijskim dla niepodległej Słowacji. Zdobyte medale pozwoliły Słowakom zająć 17. miejsce w klasyfikacji medalowej igrzysk w Vancouver, ex aequo z reprezentacją Białorusi.
Najmłodszą reprezentantką w kadrze była hokeistka Nicol Čupková (w dniu otwarcia igrzysk miała 17 lat i 101 dni), natomiast najstarszym – bobsleista Milan Jagnešák (40 lat i 182 dni). Chorążym reprezentacji podczas ceremonii otwarcia igrzysk był hokeista Žigmund Pálffy, a podczas ceremonii zamknięcia – biathlonista Pavol Hurajt.
Był to piąty start Słowacji na zimowych igrzyskach olimpijskich. Reprezentanci tego kraju uczestniczą w zimowych igrzyskach nieprzerwanie od 1994 roku. Wcześniej, do igrzysk w Albertville włącznie, występowali w barwach Czechosłowacji.

## Tło startu

### Występy na poprzednich igrzyskach

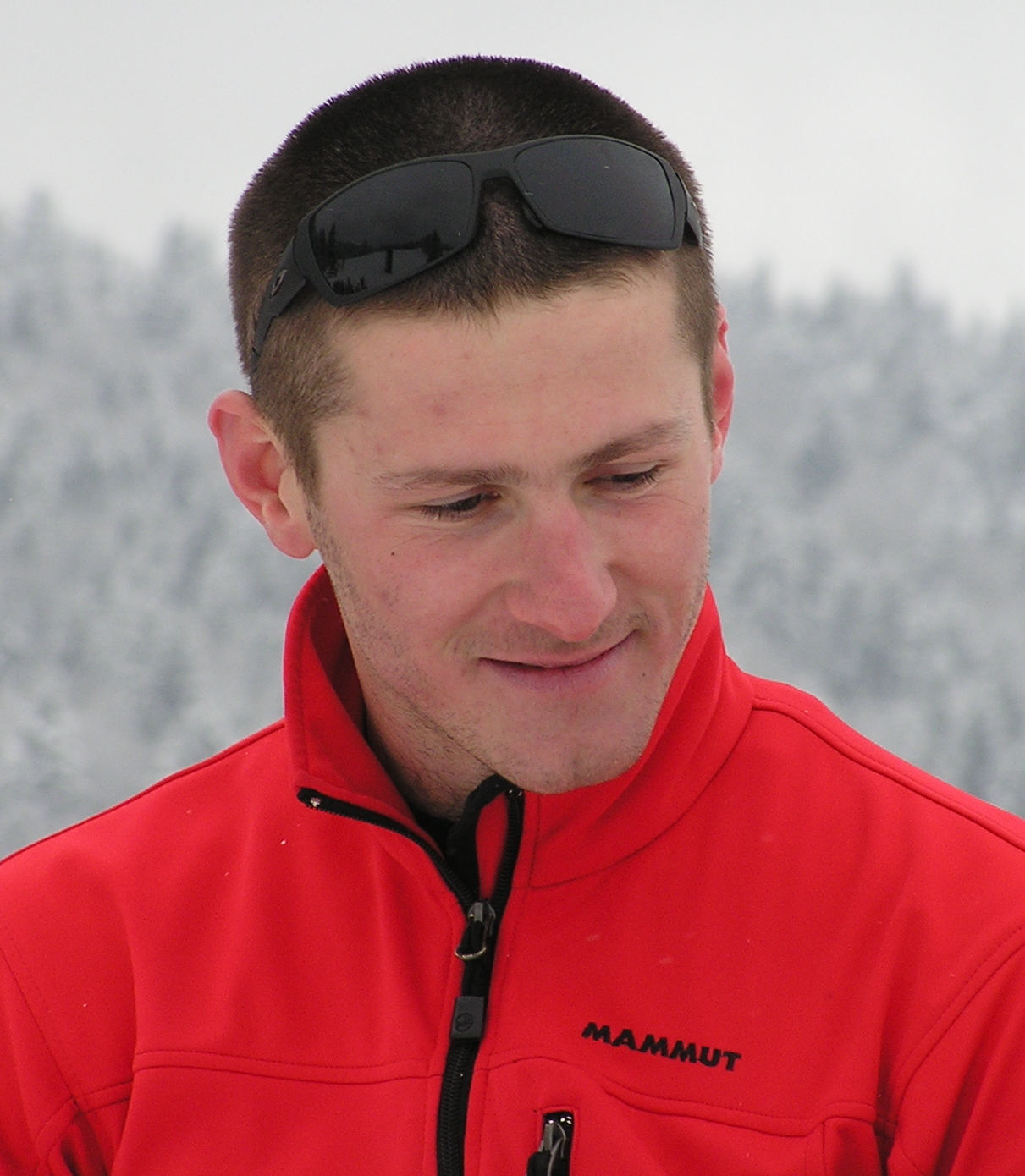
Radoslav Židek – wicemistrz olimpijski w snowcrossie w 2006 roku, pierwszy słowacki medalista zimowych igrzysk olimpijskich

Słowacki Komitet Olimpijski został powołany w grudniu 1992 roku jako jeden z dwóch następców Czechosłowackiego Komitetu Olimpijskiego. We wrześniu 1993 roku komitet został uznany przez Międzynarodowy Komitet Olimpijski.
Reprezentacja Słowacji zadebiutowała w igrzyskach olimpijskich w 1994 roku, podczas zimowych igrzysk w Lillehammer. Wówczas w kadrze znalazło się 42 sportowców, którzy nie zdobyli jednak żadnego medalu. Pierwsze medale olimpijskie dla Słowacji zdobyli podczas Letnich Igrzysk Olimpijskich 1996 w Atlancie kajakarze Michal Martikán i Slavomír Kňazovický oraz strzelec Jozef Gönci.
Pierwszym słowackim medalistą zimowych igrzysk olimpijskich został podczas igrzysk w Turynie w 2006 roku snowboardzista Radoslav Židek, który zdobył srebrny medal w snowcrossie. Był to do 2010 roku jedyny medal zimowych igrzysk zdobyty dla Słowacji.
Do 1992 roku Słowacy występowali w igrzyskach olimpijskich w reprezentacji Czechosłowacji.

### Występy na mistrzostwach świata w sezonie przedolimpijskim

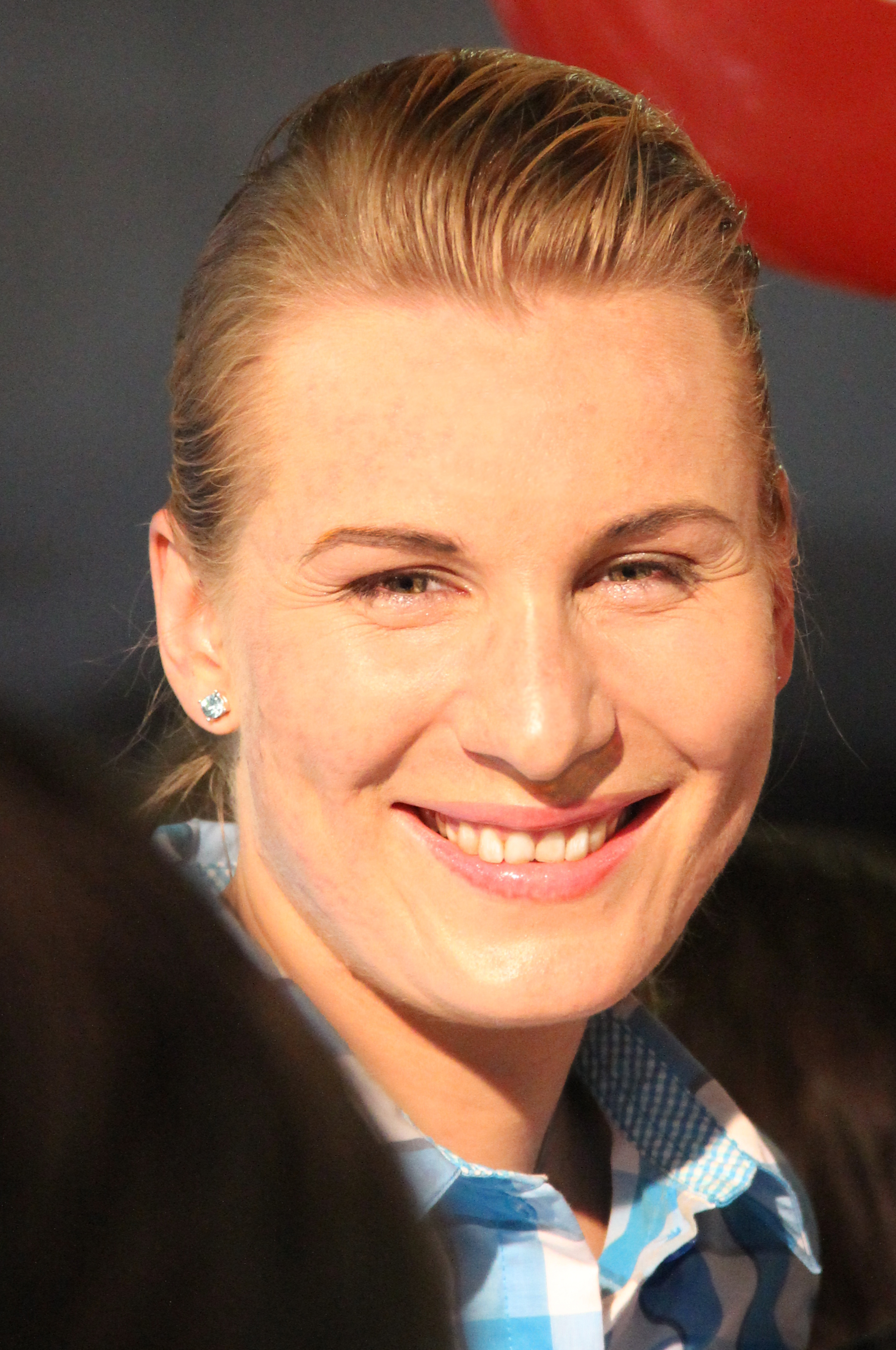
Anastasija Kuźmina – wicemistrzyni świata w biathlonie z 2009 roku

W lutym 2009 roku rozegrane zostały biathlonowe mistrzostwa świata w Pjongczangu. Na tych mistrzostwach srebrny medal w biegu masowym zdobyła Anastasija Kuźmina, zajęła również siódme miejsce w sprincie. Dziesiątą lokatę osiągnęła słowacka sztafeta mieszana w składzie: Anastasija Kuźmina, Martina Halinárová, Pavol Hurajt, Dušan Šimočko.
W lutym w Lake Placid przeprowadzono także mistrzostwa świata w saneczkarstwie. Najlepszym wynikiem reprezentantów Słowacji było piąte miejsce w zawodach drużynowych, w których wystąpili Jozef Ninis, Veronika Sabolová, Branislav Regec i Ján Harniš. W dwójkach Harniš i Regec zajęli 13. miejsce, w jedynkach mężczyzn Ninis był 19., a w jedynkach kobiet Sabolová była 23., a Jana Šišajová zajęła 24. miejsce.
Również w lutym odbyły się mistrzostwa świata w narciarstwie alpejskim w Val d’Isère. W zawodach mężczyzn najlepszy wynik wśród Słowaków osiągnął Jaroslav Babušiak, zajmując 19. miejsce w superkombinacji. W konkurencjach kobiet żadna ze startujących Słowaczek, w tym Veronika Zuzulová i Jana Gantnerová, nie została sklasyfikowana.
Na przełomie lutego i marca 2009 roku w Libercu odbyły się mistrzostwa świata w narciarstwie klasycznym. Spośród członków dziewięcioosobowej reprezentacji Słowacji miejsca w pierwszej dziesiątce osiągnęli: Alena Procházková (8. w sprincie kobiet) i Martin Bajčičák (10. w biegu na 15 km techniką klasyczną mężczyzn). W Libercu zaprezentował się również skoczek narciarski Tomáš Zmoray. Na skoczni normalnej zajął 50. miejsce w konkursie głównym, a na skoczni dużej swój udział w zawodach zakończył na serii kwalifikacyjnej, w której zajął 42. miejsce wśród skoczków bez zapewnionej kwalifikacji.
W zorganizowanych w marcu 2009 roku w Los Angeles mistrzostwach świata w łyżwiarstwie figurowym wystąpiła Ivana Reitmayerová. W konkurencji solistek zajęła 14. miejsce w gronie 53 sklasyfikowanych zawodniczek.
W rozegranych w kwietniu i maju 2009 roku mistrzostwach świata elity w Bernie i Kloten słowaccy hokeiści zajęli dziesiąte miejsce. Z kolei w kwietniowych mistrzostwach świata kobiet w Grazu słowackie zawodniczki zwyciężyły w turnieju pierwszej dywizji.

### Kwalifikacje olimpijskie
Słowacka reprezentacja hokejowa mężczyzn zakwalifikowała się do turnieju olimpijskiego dzięki zajęciu ósmego miejsca na liście rankingowej IIHF w 2008 roku. Reprezentacja kobiet zajmowała w tym rankingu 17. miejsce, wobec czego musiała walczyć o kwalifikację podczas turniejów kwalifikacyjnych. Ostatecznie kwalifikację uzyskała dzięki zwycięstwu w turnieju kwalifikacyjnym w Bad Tölz w listopadzie 2008 roku.
Kwalifikacje w biegach narciarskich, narciarstwie alpejskim i skokach narciarskich reprezentanci Słowacji uzyskali dzięki pozycjom zajmowanym w Pucharze Świata oraz dzięki przydziałom nierozdzielonych kwot narodowych dla innych krajów. Słowacja nie wykorzystała prawa do wystawienia po jednym zawodniku w snowboardingu i kombinacji norweskiej. Kwalifikację w łyżwiarstwie figurowym zdobyła Ivana Reitmayerová dzięki zajęciu miejsca na liście podstawowej, opublikowanej przez Międzynarodową Unię Łyżwiarską. Biathloniści i biathlonistki zdobyli po pięć miejsc dla Słowacji dzięki pozycjom zajętym w biathlonowych mistrzostwach świata w 2008 i 2009 roku oraz zawodach Pucharu Świata.

### Delegacja olimpijska

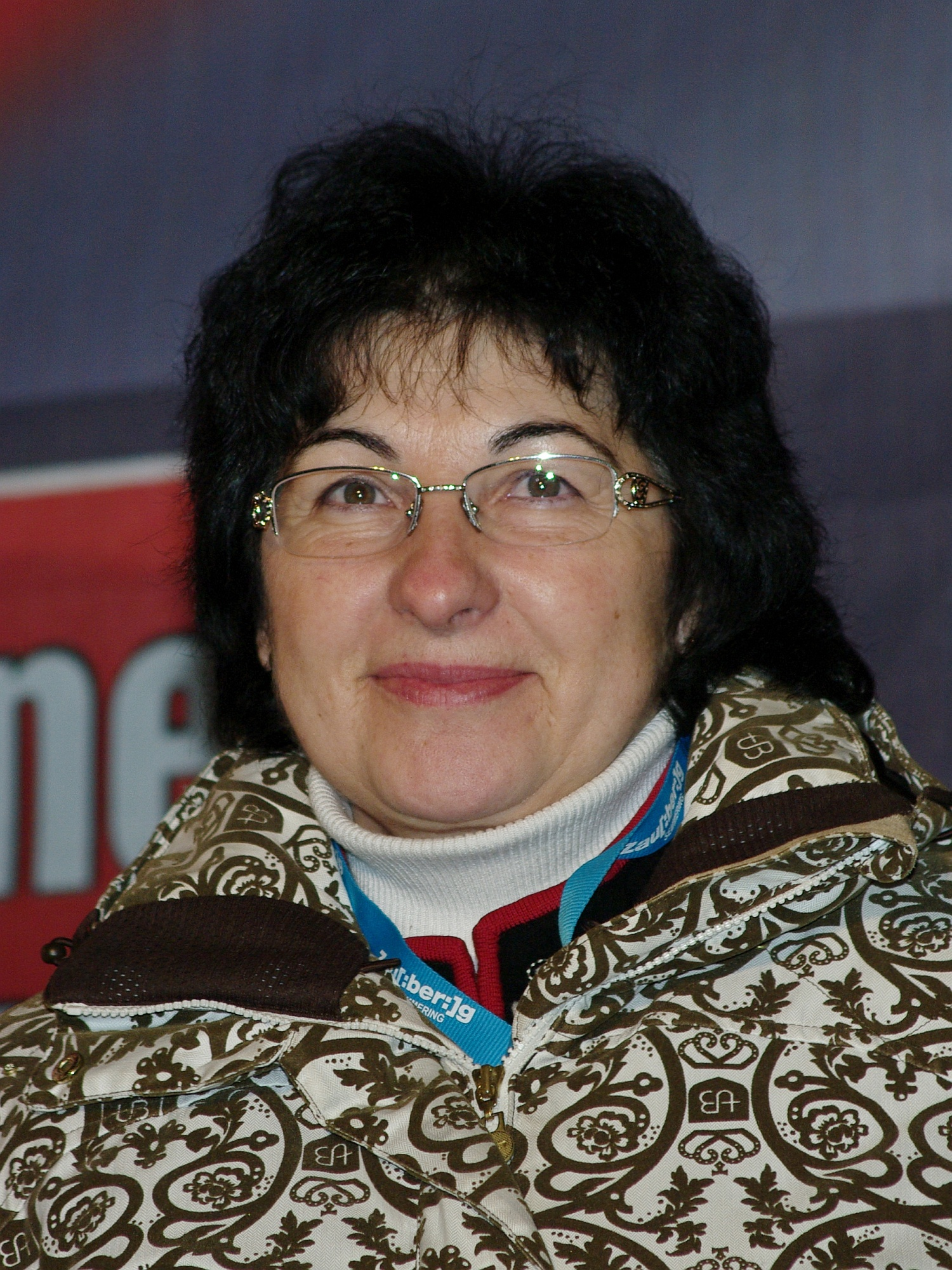
Jana Gantnerová-Šoltýsová – zastępczyni słowackiego szefa misji olimpijskiej

Funkcję słowackiego szefa misji olimpijskiej w Vancouver pełnił Igor Nemeček, a jego zastępcami byli Roman Buček w Vancouver i Jana Gantnerová-Šoltýsová w Whistler. Funkcję attaché olimpijskiego pełnił Stanislav Lišiak, rzecznikiem prasowym kadry był Ľubomír Souček, a głównym lekarzem – Vladimír Vachalík. W skład delegacji olimpijskiej, poza zawodnikami i trenerami, weszli również inni lekarze, fizjoterapeuci i masażyści, serwismeni i konsultanci.
Głównymi trenerami reprezentacji Słowacji w poszczególnych dyscyplinach na igrzyskach olimpijskich w Vancouver byli: Pavel Kobela (biathlon mężczyzn), Milan Gašperčík (biathlon kobiet), Peter Bartoň (biegi narciarskie mężczyzn), Ján Valuška (biegi narciarskie kobiet), Pavel Puškár (bobsleje), Ján Filc (hokej na lodzie mężczyzn), Miroslav Karafiát (hokej na lodzie kobiet), Iveta Reitmayerová (łyżwiarstwo figurowe), Juraj Gantner, Vincent Kekeli, Timotej Zuzula, Richard Magdolen (trenerzy indywidualni narciarzy alpejskich), Ľubomír Mick (saneczkarstwo), Milan Filipko (skoki narciarskie).
Słowacka delegacja olimpijska na igrzyska w Vancouver liczyła łącznie 141 osób.

### Ślubowanie olimpijskie
Ślubowanie olimpijskie przed wyjazdem do Vancouver odbyło się 27 stycznia 2010 roku w Bratysławie. W imieniu sportowców przysięgę olimpijską przed prezydentem kraju, Ivanem Gašparovičem, złożyli: Milan Jagnešák – pilot słowackiego boba oraz Zuzana Moravčíková – hokeistka na lodzie. W uroczystości wzięło udział 30 z 73 słowackich olimpijczyków.

### Szanse medalowe
Wśród pretendentów do zdobycia medalu olimpijskiego dla Słowacji podczas igrzysk w Vancouver wymieniani byli przede wszystkim hokeiści na lodzie, a ponadto biathlonistka Anastasija Kuźmina i alpejka Veronika Zuzulová. Dobrego wyniku słowaccy kibice oczekiwali również od alpejki Jany Gantnerovej i od biegaczy narciarskich.
Amerykańska agencja prasowa Associated Press przewidywała, że reprezentanci Słowacji zdobędą w Vancouver dwa brązowe medale – biathlonistka Anastasija Kuźmina w biegu indywidualnym kobiet na 15 km oraz biegaczka Alena Procházková w sprincie kobiet techniką klasyczną.

### Prawa transmisyjne
Prawa do transmisji zimowych igrzyskach olimpijskich w Vancouver miała Slovenská televízia (STV) – słowacki publiczny nadawca telewizyjny będący członkiem Europejskiej Unii Nadawców. Ponadto transmisje za pośrednictwem telewizji kablowej i satelitarnej oraz transmisje internetowe prowadziła stacja Eurosport, a przez internet również kanał Eurovision Sports Live.

### Znaczki okolicznościowe
Słowacki Komitet Olimpijski wyemitował oficjalną serię znaczków okolicznościowych z okazji Zimowych Igrzysk Olimpijskich 2010 w Vancouver. Jeden znaczek można było zakupić w cenie jednego euro. Na znaczku przedstawiono czwórkę bobslejową.

## Skład reprezentacji
Spośród piętnastu dyscyplin sportowych, które Międzynarodowy Komitet Olimpijski włączył do kalendarza igrzysk, reprezentacja Słowacji wzięła udział w ośmiu. Największą część kadry stanowili hokeiści, których było 45. Ponadto w kadrze znalazło się dziewięcioro biathlonistów, pięcioro biegaczy narciarskich, pięcioro saneczkarzy, czterech bobsleistów, troje alpejczyków i po jednym przedstawicielu w łyżwiarstwie figurowym i skokach narciarskich. Słowacja nie wystawiła żadnego reprezentanta w curlingu, kombinacji norweskiej, łyżwiarstwie szybkim, narciarstwie dowolnym, short tracku, skeletonie i snowboardingu.
31 słowackich zawodników i zawodniczek startujących w Vancouver wystąpiło również na poprzednich zimowych igrzyskach w Turynie.
W poniższym zestawieniu ujęto skład słowackiej reprezentacji na igrzyskach w Vancouver. Uwzględniono również pięcioro sportowców, którzy byli w kadrze, jednak nie wystąpili w żadnej konkurencji, w tym hokeistę Richarda Lintnera, zastąpionego przez Ivana Barankę. W przypadku, gdy dany zawodnik wystąpił również na poprzednich igrzyskach, w tabeli podano miejsca, które zajął w poszczególnych konkurencjach.
| Biathlon (9)              |                      |                                        |                                        |                                    |                                    |                                 |                                 |         |
| Zawodnik                  | Data urodzenia       | Miejsca na ZIO 2006                    | Miejsca na ZIO 2006                    | Miejsca na ZIO 2006                | Miejsca na ZIO 2006                | Miejsca na ZIO 2006             | Miejsca na ZIO 2006             | Źródło  |
| Zawodnik                  | Data urodzenia       | sprint                                 | bieg pościgowy                         | bieg masowy                        | bieg indywidualny                  | sztafeta                        | sztafeta                        | Źródło  |
| Jana Gereková             | 27 listopada 1984    | –                                      | –                                      | –                                  | 59                                 | –                               | –                               | [ 51 ]  |
| Martina Halinárová        | 22 kwietnia 1973     | 16                                     | DNF                                    | –                                  | 34                                 | 10                              | 10                              | [ 52 ]  |
| Pavol Hurajt              | 4 lutego 1978        | 29                                     | 24                                     | –                                  | 29                                 | 14                              | 14                              | [ 53 ]  |
| Ľubomíra Kalinová         | 11 lutego 1982       | –                                      | –                                      | –                                  | –                                  | –                               | –                               | [ 54 ]  |
| Anastasija Kuźmina        | 28 sierpnia 1984     | –                                      | –                                      | –                                  | –                                  | –                               | –                               | [ 55 ]  |
| Marek Matiaško            | 29 października 1977 | 71                                     | –                                      | 27                                 | 5                                  | 14                              | 14                              | [ 56 ]  |
| Miroslav Matiaško         | 14 lipca 1982        | 51                                     | 49                                     | –                                  | 38                                 | 14                              | 14                              | [ 57 ]  |
| Natália Prekopová         | 31 maja 1989         | –                                      | –                                      | –                                  | –                                  | –                               | –                               | [ 58 ]  |
| Dušan Šimočko             | 29 września 1983     | –                                      | –                                      | –                                  | 56                                 | 14                              | 14                              | [ 59 ]  |
| Biegi narciarskie (5)     |                      |                                        |                                        |                                    |                                    |                                 |                                 |         |
| Zawodnik                  | Data urodzenia       | Miejsca na ZIO 2006                    | Miejsca na ZIO 2006                    | Miejsca na ZIO 2006                | Miejsca na ZIO 2006                | Miejsca na ZIO 2006             | Miejsca na ZIO 2006             | Źródło  |
| Zawodnik                  | Data urodzenia       | sprint indywidualny technika dowolna   | sprint drużynowy technika klasyczna    | indywidualny technika klasyczna    | indywidualny bieg łączony          | indywidualny bieg masowy        | sztafeta                        | Źródło  |
| Martin Bajčičák           | 12 czerwca 1976      | –                                      | 8                                      | 28                                 | 8                                  | 14                              | –                               | [ 61 ]  |
| Ivan Bátory               | 3 maja 1975          | –                                      | 8                                      | 26                                 | 24                                 | 47                              | –                               | [ 62 ]  |
| Michal Malák              | 25 sierpnia 1980     | –                                      | –                                      | 73                                 | 53                                 | 45                              | –                               | [ 63 ]  |
| Peter Mlynár              | 1 marca 1988         | –                                      | –                                      | –                                  | –                                  | –                               | –                               | [ 64 ]  |
| Alena Procházková         | 9 sierpnia 1984      | 23                                     | –                                      | 28                                 | 46                                 | –                               | –                               | [ 65 ]  |
| Bobsleje (4)              |                      |                                        |                                        |                                    |                                    |                                 |                                 |         |
| Zawodnik                  | Data urodzenia       | Miejsca na ZIO 2006                    | Miejsca na ZIO 2006                    | Miejsca na ZIO 2006                | Miejsca na ZIO 2006                | Miejsca na ZIO 2006             | Miejsca na ZIO 2006             | Źródło  |
| Zawodnik                  | Data urodzenia       | dwójki                                 | dwójki                                 | dwójki                             | czwórki                            | czwórki                         | czwórki                         | Źródło  |
| Milan Jagnešák            | 29 sierpnia 1969     | 25                                     | 25                                     | 25                                 | 20                                 | 20                              | 20                              | [ 67 ]  |
| Marcel Lopuchovský        | 2 maja 1977          | –                                      | –                                      | –                                  | –                                  | –                               | –                               | [ 68 ]  |
| Petr Narovec              | 15 kwietnia 1977     | –                                      | –                                      | –                                  | –                                  | –                               | –                               | [ 69 ]  |
| Martin Tešovič            | 26 października 1974 | –                                      | –                                      | –                                  | –                                  | –                               | –                               | [ 70 ]  |
| Hokej na lodzie (45)      |                      |                                        |                                        |                                    |                                    |                                 |                                 |         |
| Zawodnik                  | Data urodzenia       | Miejsce na ZIO 2006                    | Miejsce na ZIO 2006                    | Miejsce na ZIO 2006                | Miejsce na ZIO 2006                | Miejsce na ZIO 2006             | Miejsce na ZIO 2006             | Źródło  |
| Zawodnik                  | Data urodzenia       | turniej kobiet                         | turniej kobiet                         | turniej kobiet                     | turniej mężczyzn                   | turniej mężczyzn                | turniej mężczyzn                | Źródło  |
| Petra Babiaková           | 27 lipca 1977        | –                                      | –                                      | –                                  | –                                  | –                               | –                               | [ 72 ]  |
| Natalie Babonyová         | 22 października 1983 | –                                      | –                                      | –                                  | –                                  | –                               | –                               | [ 73 ]  |
| Ivan Baranka              | 19 maja 1985         | –                                      | –                                      | –                                  | –                                  | –                               | –                               | [ 74 ]  |
| Ľuboš Bartečko            | 14 lipca 1976        | –                                      | –                                      | –                                  | 5                                  | 5                               | 5                               | [ 75 ]  |
| Barbora Brémová           | 24 sierpnia 1991     | –                                      | –                                      | –                                  | –                                  | –                               | –                               | [ 76 ]  |
| Peter Budaj               | 18 września 1982     | –                                      | –                                      | –                                  | 5                                  | 5                               | 5                               | [ 77 ]  |
| Jana Budajová             | 16 listopada 1992    | –                                      | –                                      | –                                  | –                                  | –                               | –                               | [ 78 ]  |
| Nikoleta Celárová         | 27 lutego 1983       | –                                      | –                                      | –                                  | –                                  | –                               | –                               | [ 79 ]  |
| Zdeno Chára               | 18 marca 1977        | –                                      | –                                      | –                                  | 5                                  | 5                               | 5                               | [ 80 ]  |
| Martin Cibák              | 17 maja 1980         | –                                      | –                                      | –                                  | –                                  | –                               | –                               | [ 81 ]  |
| Janka Čulíková            | 30 czerwca 1987      | –                                      | –                                      | –                                  | –                                  | –                               | –                               | [ 82 ]  |
| Nicol Čupková             | 4 listopada 1992     | –                                      | –                                      | –                                  | –                                  | –                               | –                               | [ 83 ]  |
| Pavol Demitra             | 29 listopada 1974    | –                                      | –                                      | –                                  | 5                                  | 5                               | 5                               | [ 84 ]  |
| Anna Džurňáková           | 24 stycznia 1983     | –                                      | –                                      | –                                  | –                                  | –                               | –                               | [ 85 ]  |
| Marián Gáborík            | 14 lutego 1982       | –                                      | –                                      | –                                  | 5                                  | 5                               | 5                               | [ 86 ]  |
| Nikola Gápová             | 19 czerwca 1989      | –                                      | –                                      | –                                  | –                                  | –                               | –                               | [ 87 ]  |
| Jaroslav Halák            | 13 maja 1985         | –                                      | –                                      | –                                  | –                                  | –                               | –                               | [ 88 ]  |
| Michal Handzuš            | 11 marca 1977        | –                                      | –                                      | –                                  | –                                  | –                               | –                               | [ 89 ]  |
| Maria Herichová           | 12 czerwca 1990      | –                                      | –                                      | –                                  | –                                  | –                               | –                               | [ 90 ]  |
| Marcel Hossa              | 12 października 1981 | –                                      | –                                      | –                                  | 5                                  | 5                               | 5                               | [ 91 ]  |
| Marián Hossa              | 12 stycznia 1979     | –                                      | –                                      | –                                  | 5                                  | 5                               | 5                               | [ 92 ]  |
| Milan Jurčina             | 7 czerwca 1983       | –                                      | –                                      | –                                  | 5                                  | 5                               | 5                               | [ 93 ]  |
| Petra Jurčová             | 22 czerwca 1987      | –                                      | –                                      | –                                  | –                                  | –                               | –                               | [ 94 ]  |
| Jana Kapustová            | 11 sierpnia 1983     | –                                      | –                                      | –                                  | –                                  | –                               | –                               | [ 95 ]  |
| Iveta Karafiátová         | 14 maja 1988         | –                                      | –                                      | –                                  | –                                  | –                               | –                               | [ 96 ]  |
| Tomáš Kopecký             | 5 lutego 1982        | –                                      | –                                      | –                                  | –                                  | –                               | –                               | [ 97 ]  |
| Monika Kvaková            | 15 grudnia 1988      | –                                      | –                                      | –                                  | –                                  | –                               | –                               | [ 98 ]  |
| Richard Lintner           | 15 listopada 1977    | –                                      | –                                      | –                                  | –                                  | –                               | –                               | [ 99 ]  |
| Michaela Matejová         | 2 marca 1986         | –                                      | –                                      | –                                  | –                                  | –                               | –                               | [ 100 ] |
| Andrej Meszároš           | 13 października 1985 | –                                      | –                                      | –                                  | 5                                  | 5                               | 5                               | [ 101 ] |
| Zuzana Moravčíková        | 23 października 1980 | –                                      | –                                      | –                                  | –                                  | –                               | –                               | [ 102 ] |
| Petra Országhová          | 7 kwietnia 1981      | –                                      | –                                      | –                                  | –                                  | –                               | –                               | [ 103 ] |
| Žigmund Pálffy            | 5 maja 1972          | –                                      | –                                      | –                                  | –                                  | –                               | –                               | [ 104 ] |
| Petra Pravlíková          | 4 czerwca 1985       | –                                      | –                                      | –                                  | –                                  | –                               | –                               | [ 105 ] |
| Branko Radivojevič        | 24 listopada 1980    | –                                      | –                                      | –                                  | –                                  | –                               | –                               | [ 106 ] |
| Edita Raková              | 18 maja 1978         | –                                      | –                                      | –                                  | –                                  | –                               | –                               | [ 107 ] |
| Andrej Sekera             | 8 czerwca 1986       | –                                      | –                                      | –                                  | –                                  | –                               | –                               | [ 108 ] |
| Rastislav Staňa           | 10 stycznia 1980     | –                                      | –                                      | –                                  | –                                  | –                               | –                               | [ 109 ] |
| Jozef Stümpe              | 20 lipca 1972        | –                                      | –                                      | –                                  | 5                                  | 5                               | 5                               | [ 110 ] |
| Miroslav Šatan            | 22 października 1974 | –                                      | –                                      | –                                  | 5                                  | 5                               | 5                               | [ 111 ] |
| Martin Štrbák             | 15 stycznia 1975     | –                                      | –                                      | –                                  | 5                                  | 5                               | 5                               | [ 112 ] |
| Zuzana Tomčíková          | 23 kwietnia 1988     | –                                      | –                                      | –                                  | –                                  | –                               | –                               | [ 113 ] |
| Martina Veličková         | 17 lutego 1989       | –                                      | –                                      | –                                  | –                                  | –                               | –                               | [ 114 ] |
| Ľubomír Višňovský         | 11 sierpnia 1976     | –                                      | –                                      | –                                  | 5                                  | 5                               | 5                               | [ 115 ] |
| Richard Zedník            | 6 stycznia 1976      | –                                      | –                                      | –                                  | 5                                  | 5                               | 5                               | [ 116 ] |
| Łyżwiarstwo figurowe (1)  |                      |                                        |                                        |                                    |                                    |                                 |                                 |         |
| Zawodnik                  | Data urodzenia       | Miejsca na ZIO 2006                    | Miejsca na ZIO 2006                    | Miejsca na ZIO 2006                | Miejsca na ZIO 2006                | Miejsca na ZIO 2006             | Miejsca na ZIO 2006             | Źródło  |
| Zawodnik                  | Data urodzenia       | soliści/solistki                       | soliści/solistki                       | pary sportowe                      | pary sportowe                      | pary taneczne                   | pary taneczne                   | Źródło  |
| Ivana Reitmayerová        | 4 maja 1992          | –                                      | –                                      | –                                  | –                                  | –                               | –                               | [ 117 ] |
| Narciarstwo alpejskie (3) |                      |                                        |                                        |                                    |                                    |                                 |                                 |         |
| Zawodnik                  | Data urodzenia       | Miejsca na ZIO 2006                    | Miejsca na ZIO 2006                    | Miejsca na ZIO 2006                | Miejsca na ZIO 2006                | Miejsca na ZIO 2006             | Miejsca na ZIO 2006             | Źródło  |
| Zawodnik                  | Data urodzenia       | zjazd                                  | supergigant                            | slalom gigant                      | slalom                             | superkombinacja                 | superkombinacja                 | Źródło  |
| Jaroslav Babušiak         | 6 września 1984      | 45                                     | 40                                     | –                                  | 24                                 | 27                              | 27                              | [ 118 ] |
| Jana Gantnerová           | 15 lipca 1989        | 36                                     | 48                                     | DNF                                | –                                  | DNF                             | DNF                             | [ 119 ] |
| Veronika Zuzulová         | 15 lipca 1984        | –                                      | –                                      | –                                  | 22                                 | 15                              | 15                              | [ 120 ] |
| Saneczkarstwo (5)         |                      |                                        |                                        |                                    |                                    |                                 |                                 |         |
| Zawodnik                  | Data urodzenia       | Miejsca na ZIO 2006                    | Miejsca na ZIO 2006                    | Miejsca na ZIO 2006                | Miejsca na ZIO 2006                | Miejsca na ZIO 2006             | Miejsca na ZIO 2006             | Źródło  |
| Zawodnik                  | Data urodzenia       | jedynki                                | jedynki                                | jedynki                            | dwójki                             | dwójki                          | dwójki                          | Źródło  |
| Ján Harniš                | 13 kwietnia 1985     | –                                      | –                                      | –                                  | –                                  | –                               | –                               | [ 121 ] |
| Jozef Ninis               | 28 czerwca 1981      | 22                                     | 22                                     | 22                                 | –                                  | –                               | –                               | [ 122 ] |
| Branislav Regec           | 13 lipca 1985        | –                                      | –                                      | –                                  | –                                  | –                               | –                               | [ 123 ] |
| Veronika Sabolová         | 20 marca 1980        | 19                                     | 19                                     | 19                                 | –                                  | –                               | –                               | [ 124 ] |
| Jana Šišajová             | 1 lutego 1985        | 22                                     | 22                                     | 22                                 | –                                  | –                               | –                               | [ 125 ] |
| Skoki narciarskie (1)     |                      |                                        |                                        |                                    |                                    |                                 |                                 |         |
| Zawodnik                  | Data urodzenia       | Miejsca na ZIO 2006                    | Miejsca na ZIO 2006                    | Miejsca na ZIO 2006                | Miejsca na ZIO 2006                | Miejsca na ZIO 2006             | Miejsca na ZIO 2006             | Źródło  |
| Zawodnik                  | Data urodzenia       | konkurs indywidualny skocznia normalna | konkurs indywidualny skocznia normalna | konkurs indywidualny skocznia duża | konkurs indywidualny skocznia duża | konkurs drużynowy skocznia duża | konkurs drużynowy skocznia duża | Źródło  |
| Tomáš Zmoray              | 26 lipca 1989        | –                                      | –                                      | –                                  | –                                  | –                               | –                               | [ 126 ] |

### Statystyki według dyscyplin

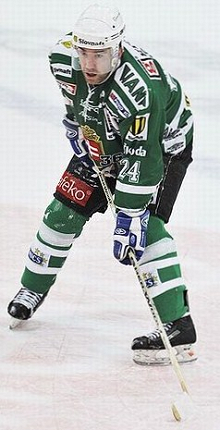
Žigmund Pálffy – hokeista, chorąży słowackiej reprezentacji podczas ceremonii otwarcia igrzysk w Vancouver

| Lp      | Dyscyplina            | Mężczyźni | Kobiety | Łącznie |
| ------- | --------------------- | --------- | ------- | ------- |
| 1       | Biathlon              | 4         | 5       | 9       |
| 2       | Biegi narciarskie     | 4         | 1       | 5       |
| 3       | Bobsleje              | 4         | –       | 4       |
| 4       | Hokej na lodzie       | 24        | 21      | 45      |
| 5       | Łyżwiarstwo figurowe  | –         | 1       | 1       |
| 6       | Narciarstwo alpejskie | 1         | 2       | 3       |
| 7       | Saneczkarstwo         | 3         | 2       | 5       |
| 8       | Skoki narciarskie     | 1         | –       | 1       |
| Łącznie | Łącznie               | 41        | 32      | 73      |

## Udział w ceremoniach otwarcia i zamknięcia igrzysk
Rolę chorążego reprezentacji Słowacji podczas ceremonii otwarcia zimowych igrzysk olimpijskich w Vancouver, przeprowadzonej 12 lutego 2010 w hali BC Place Stadium, pełnił hokeista Žigmund Pálffy. Słowacka reprezentacja weszła na stadion jako 70. w kolejności – pomiędzy ekipami z Serbii i Słowenii.
Podczas ceremonii zamknięcia igrzysk, zorganizowanej 28 lutego 2010, chorążym słowackiej reprezentacji był biathlonista Pavol Hurajt.

## Zdobyte medale

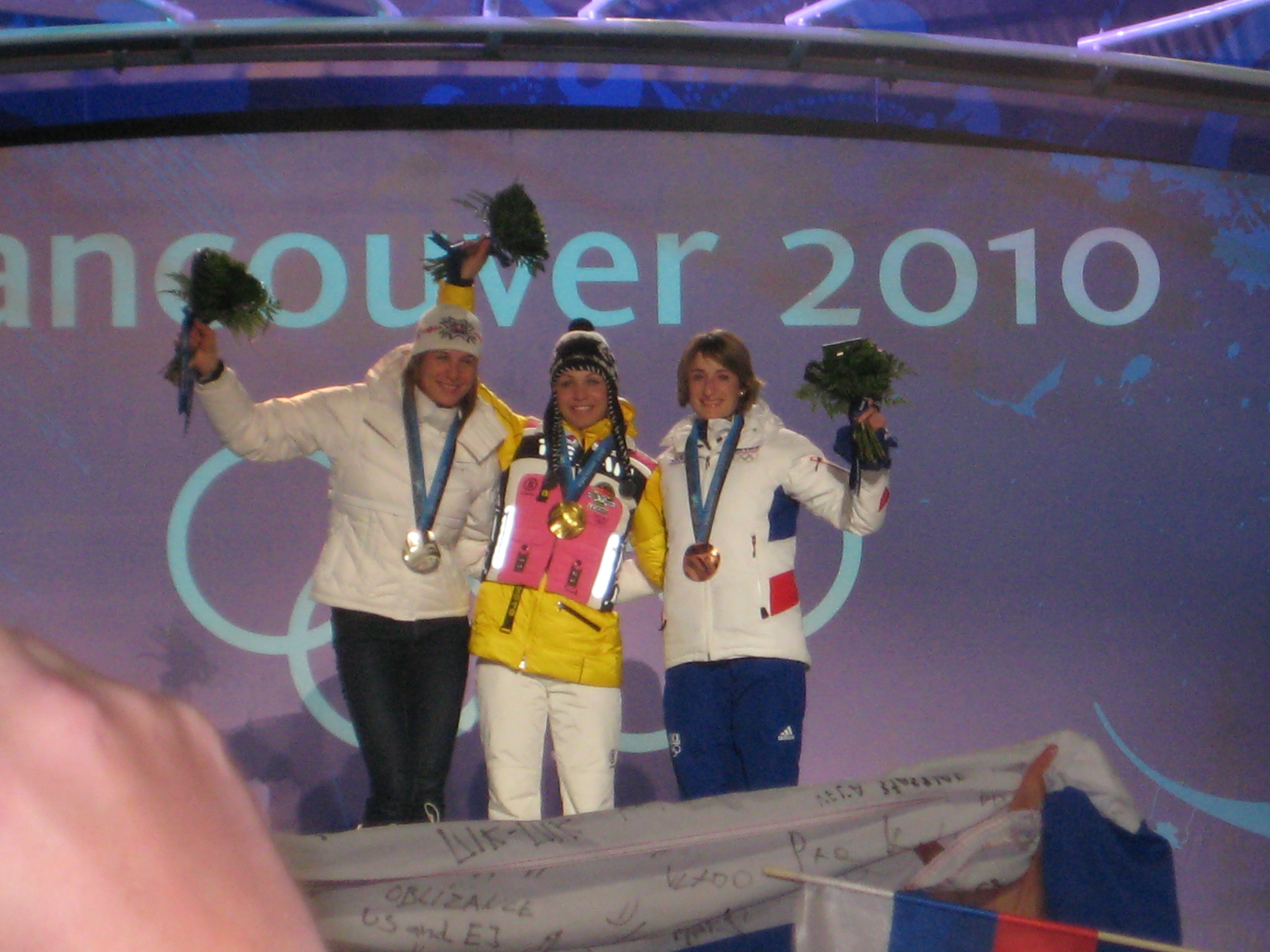
Medalistki biegu pościgowego kobiet na igrzyskach w Vancouver. Od lewej: Anastasija Kuźmina (srebro), Magdalena Neuner (złoto), Marie-Laure Brunet (brąz)

Słowacy zdobyli w Vancouver trzy medale olimpijskie, wszystkie w konkurencjach biathlonowych – złoty w sprincie na 7,5 km i srebrny w biegu pościgowym na 10 km wywalczyła Anastasija Kuźmina, a brązowy w biegu masowym na 15 km zdobył Pavol Hurajt. Kuźmina została pierwszą w historii słowacką mistrzynią zimowych igrzysk olimpijskich. Jednocześnie, wspólnie z 11 innymi sportowcami, zajęła 17. miejsce w indywidualnej klasyfikacji medalowej.
Zdobyte trzy medale dały Słowacji siedemnaste miejsce w tabeli medalowej igrzysk wśród 26 państw, które zdobyły przynajmniej jeden medal. Taki sam wynik medalowy jak Słowacja osiągnęła Białoruś, więc oba kraje zajęły ex aequo siedemnaste miejsce.
Do klasyfikacji punktowej igrzysk zaliczane były miejsca w pierwszej ósemce w finale danej konkurencji. Poza trzema pozycjami medalowymi Słowacy jeszcze pięciokrotnie plasowali się w pierwszej ósemce zawodów. Indywidualnie w biathlonie dwukrotnie dokonał tego Hurajt – 5. miejsce w biegu indywidualnym na 20 km i 7. w sprincie, a raz Kuźmina – 8. miejsce w biegu masowym na 12,5 km. Ponadto miejsca punktowane zajęli hokeiści (4. miejsce w turnieju mężczyzn) i hokeistki (8. miejsce w turnieju kobiet).
| Medal  | Zawodnik           | Dyscyplina | Konkurencja           | Data           |
| ------ | ------------------ | ---------- | --------------------- | -------------- |
| złoto  | Anastasija Kuźmina | biathlon   | sprint kobiet         | 13 lutego 2010 |
| srebro | Anastasija Kuźmina | biathlon   | bieg pościgowy kobiet | 16 lutego 2010 |
| brąz   | Pavol Hurajt       | biathlon   | bieg masowy mężczyzn  | 21 lutego 2010 |

## Wyniki

### Biathlon

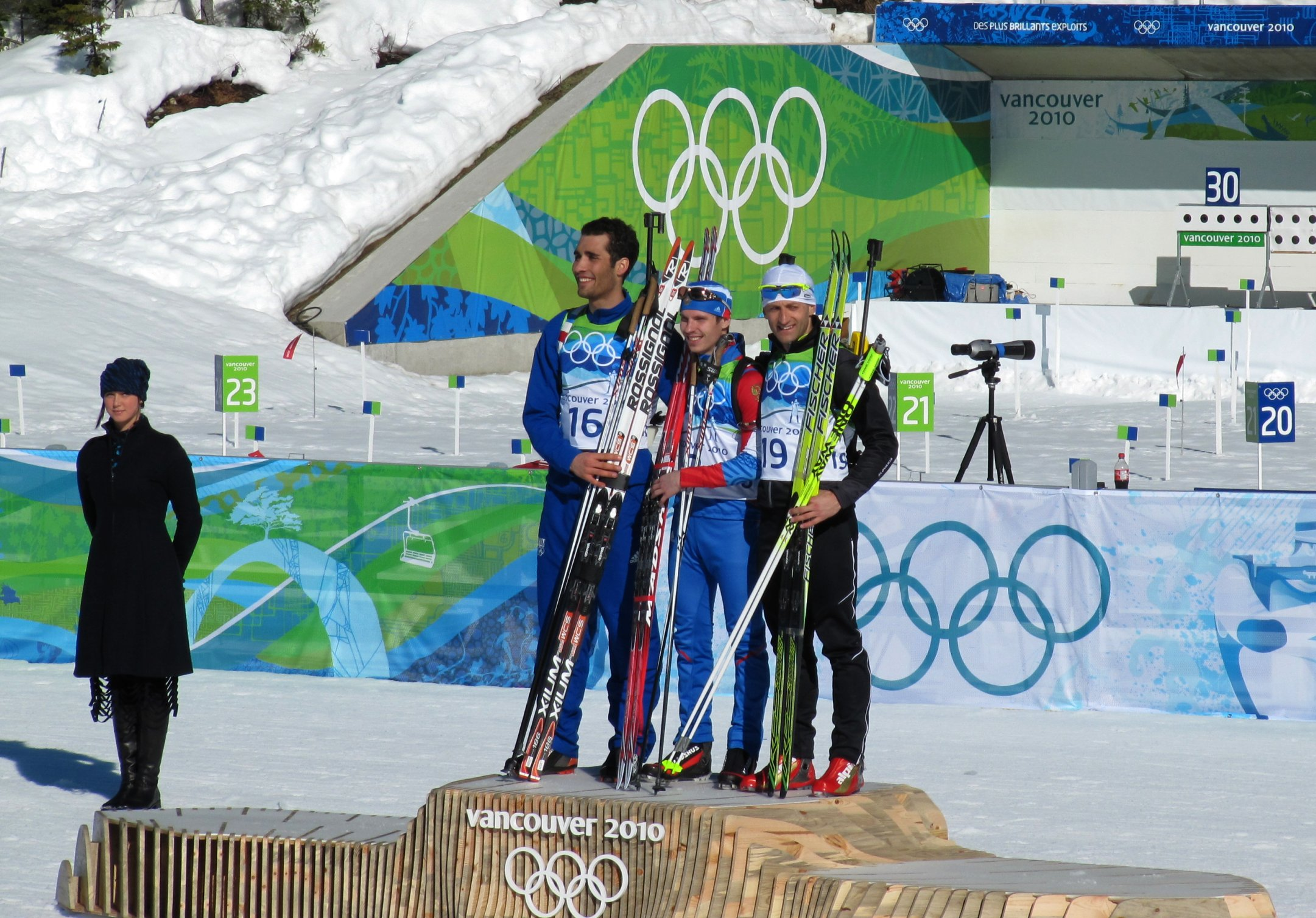
Podium biegu masowego mężczyzn. Od lewej: Martin Fourcade (srebro), Jewgienij Ustiugow (złoto), Pavol Hurajt (brąz)

Słowacy wystąpili we wszystkich dziesięciu konkurencjach biathlonowych rozegranych na igrzyskach w Vancouver. Trzykrotnie stanęli na podium olimpijskim – dwukrotnie dokonała tego Anastasija Kuźmina (złoto w sprincie i srebro w biegu pościgowym), a raz Pavol Hurajt (brąz w biegu masowym). Kuźmina była ponadto ósma w biegu masowym, a Hurajt piąty w biegu na 20 km i siódmy w sprincie.
Miejsca w drugiej dziesiątce zajęły słowackie sztafety – kobiety uplasowały się na trzynastym, a mężczyźni na piętnastym miejscu.
| Konkurencja                        | Zawodnik                                                              | Wynik                                     | Wynik                                   | Miejsce |
| Konkurencja                        | Zawodnik                                                              | Czas                                      | Pudła                                   | Miejsce |
| ---------------------------------- | --------------------------------------------------------------------- | ----------------------------------------- | --------------------------------------- | ------- |
| Sprint kobiet – 7,5 km             | Jana Gereková                                                         | 21:54,0                                   | 1+2                                     | 40.     |
| Sprint kobiet – 7,5 km             | Martina Halinárová                                                    | 22:19,0                                   | 1+1                                     | 54.     |
| Sprint kobiet – 7,5 km             | Ľubomíra Kalinová                                                     | 23:47,2                                   | 3+2                                     | 81.     |
| Sprint kobiet – 7,5 km             | Anastasija Kuźmina                                                    | 19:55,6                                   | 1+0                                     | 1.      |
| Sprint mężczyzn – 10 km            | Pavol Hurajt                                                          | 25:15,0                                   | 0+1                                     | 7.      |
| Sprint mężczyzn – 10 km            | Marek Matiaško                                                        | 27:37,4                                   | 1+2                                     | 66.     |
| Sprint mężczyzn – 10 km            | Miroslav Matiaško                                                     | 28:15,9                                   | 1+3                                     | 76.     |
| Sprint mężczyzn – 10 km            | Dušan Šimočko                                                         | 28:11,4                                   | 1+2                                     | 75.     |
| Bieg pościgowy kobiet – 10 km      | Jana Gereková                                                         | 34:20,1                                   | 0+3 0+1                                 | 40.     |
| Bieg pościgowy kobiet – 10 km      | Martina Halinárová                                                    | DNF                                       | DNF                                     | DNF     |
| Bieg pościgowy kobiet – 10 km      | Anastasija Kuźmina                                                    | 30:28,3                                   | 0+1 1+0                                 | 2.      |
| Bieg pościgowy mężczyzn – 12,5 km  | Pavol Hurajt                                                          | 35:12,8                                   | 1+0 0+2                                 | 16.     |
| Bieg indywidualny kobiet – 15 km   | Jana Gereková                                                         | 45:46,4                                   | 1+0 1+2                                 | 47.     |
| Bieg indywidualny kobiet – 15 km   | Martina Halinárová                                                    | 45:38,7                                   | 0+1 0+2                                 | 44.     |
| Bieg indywidualny kobiet – 15 km   | Ľubomíra Kalinová                                                     | 50:38,7                                   | 2+0 2+3                                 | 80.     |
| Bieg indywidualny kobiet – 15 km   | Anastasija Kuźmina                                                    | 45:16,0                                   | 2+1 1+1                                 | 39.     |
| Bieg indywidualny mężczyzn – 20 km | Pavol Hurajt                                                          | 49:39,0                                   | 0+0 1+0                                 | 5.      |
| Bieg indywidualny mężczyzn – 20 km | Marek Matiaško                                                        | 52:47,9                                   | 0+1 0+1                                 | 33.     |
| Bieg indywidualny mężczyzn – 20 km | Miroslav Matiaško                                                     | 53:29,2                                   | 1+1 0+1                                 | 47.     |
| Bieg indywidualny mężczyzn – 20 km | Dušan Šimočko                                                         | 51:20,6                                   | 0+0 2+0                                 | 18.     |
| Bieg masowy kobiet – 12,5 km       | Anastasija Kuźmina                                                    | 36:02,9                                   | 1+1 1+0                                 | 8.      |
| Bieg masowy mężczyzn – 15 km       | Pavol Hurajt                                                          | 35:52,3                                   | 0+0 0+0                                 | 3.      |
| Sztafeta kobiet – 4x6 km           | Martina Halinárová Anastasija Kuźmina Natália Prekopová Jana Gereková | 18:27,1 17:09,3 19:41,7 17:57,7 1:13:15,8 | 0+1 0+2 0+0 0+1 0+0 1+3 0+1 0+3 0+2 1+9 | 13.     |
| Sztafeta mężczyzn – 4x7,5 km       | Miroslav Matiaško Marek Matiaško Dušan Šimočko Pavol Hurajt           | 21:18,3 22:09,6 23:56,3 21:29,9 1:28:54,1 | 0+0 0+1 0+0 0+2 1+3 1+3 0+1 0+2 1+4 1+8 | 15.     |

### Biegi narciarskie
W słowackiej kadrze olimpijskiej znalazło się pięcioro biegaczy narciarskich – czterech mężczyzn i jedna kobieta. Wystąpili oni w siedmiu z dziesięciu konkurencji biegowych. Reprezentantek Słowacji zabrakło w kobiecym biegu indywidualnym na 10 km techniką dowolną oraz w sztafecie i sprincie drużynowym.
Najlepsze rezultaty osiągnęli słowaccy zawodnicy w sztafetach. W sztafecie 4 × 10 km zajęli oni dwunaste, a w sztafecie sprinterskiej czternaste miejsce. Indywidualnie najlepszy rezultat (18. miejsce) uzyskała Alena Procházková w sprincie kobiet. Wśród mężczyzn najlepszym wynikiem było 23. miejsce Martina Bajčičáka w biegu indywidualnym na 15 km techniką dowolną.
| Konkurencja                                                               | Zawodnik                                              | Kwalifikacje | Kwalifikacje | Ćwierćfinały | Ćwierćfinały | Półfinały | Półfinały | Finały                                    | Finały  |
| Konkurencja                                                               | Zawodnik                                              | Czas         | Miejsce      | Czas         | Miejsce      | Czas      | Miejsce   | Czas                                      | Miejsce |
| ------------------------------------------------------------------------- | ----------------------------------------------------- | ------------ | ------------ | ------------ | ------------ | --------- | --------- | ----------------------------------------- | ------- |
| Bieg indywidualny mężczyzn – 15 km techniką dowolną                       | Martin Bajčičák                                       | —            | —            | —            | —            | —         | —         | 34:59,3                                   | 23.     |
| Bieg indywidualny mężczyzn – 15 km techniką dowolną                       | Ivan Bátory                                           | —            | —            | —            | —            | —         | —         | 35:38,1                                   | 40.     |
| Bieg indywidualny mężczyzn – 15 km techniką dowolną                       | Michal Malák                                          | —            | —            | —            | —            | —         | —         | 36:22,8                                   | 54.     |
| Sprint kobiet – 1,5 km techniką klasyczną                                 | Alena Procházková                                     | 3:46,16      | 16.          | 3:40,1       | 4.           | NQ        | NQ        | NQ                                        | 18.     |
| Sprint mężczyzn – 1,5 km techniką klasyczną                               | Peter Mlynár                                          | 3:55,76      | 57.          | NQ           | NQ           | NQ        | NQ        | NQ                                        | 57.     |
| Bieg łączony mężczyzn – 15 km techniką klasyczną + 15 km techniką dowolną | Martin Bajčičák                                       | —            | —            | —            | —            | —         | —         | 1:17:58,1                                 | 25.     |
| Sztafeta sprinterska mężczyzn – 6 × 1,6 km techniką dowolną               | Ivan Bátory Michal Malák                              | —            | —            | —            | —            | 19:07,5   | 7.        | NQ                                        | 14.     |
| Sztafeta mężczyzn – 4 × 10 km                                             | Martin Bajčičák Ivan Bátory Michal Malák Peter Mlynár | —            | —            | —            | —            | —         | —         | 28:21,2 28:28,7 25:49,6 27:12,5 1:49:52,0 | 12.     |
| Bieg masowy mężczyzn – 50 km techniką klasyczną                           | Martin Bajčičák                                       | —            | —            | —            | —            | —         | —         | DNF                                       | DNF     |
| Bieg masowy mężczyzn – 50 km techniką klasyczną                           | Ivan Bátory                                           | —            | —            | —            | —            | —         | —         | DNF                                       | DNF     |

### Bobsleje
W słowackiej kadrze olimpijskiej na igrzyska w Vancouver znalazło się czterech bobsleistów. Spośród nich Milan Jagnešák i Petr Narovec wystąpili w obu konkurencjach mężczyzn – dwójkach i czwórkach. W dwójkach zajęli 20. miejsce w stawce 26 bobów. Wyprzedzili Japonię i Australię oraz pięć niesklasyfikowanych zespołów. W czwórkach słowacki bob nie został sklasyfikowany, notując tylko start z wypadkiem w pierwszym ślizgu.
| Konkurencja            | Zawodnik                                                      | Zjazd 1 | Zjazd 1 | Zjazd 2 | Zjazd 2 | Zjazd 3 | Zjazd 3 | Zjazd 4 | Zjazd 4 | Łącznie | Łącznie |
| Konkurencja            | Zawodnik                                                      | Czas    | Miejsce | Czas    | Miejsce | Czas    | Miejsce | Czas    | Miejsce | Czas    | Miejsce |
| ---------------------- | ------------------------------------------------------------- | ------- | ------- | ------- | ------- | ------- | ------- | ------- | ------- | ------- | ------- |
| Ślizg dwójek mężczyzn  | Milan Jagnešák Petr Narovec                                   | 53,18   | 22.     | 53,16   | 20.     | 52,73   | 20.     | 52,99   | 20.     | 3:32,06 | 20.     |
| Ślizg czwórek mężczyzn | Milan Jagnešák Marcel Lopuchovský Petr Narovec Martin Tešovič | 55,25   | 25.     | DNS     | DNS     | NQ      | NQ      | NQ      | NQ      | DNS     | DNS     |

### Hokej na lodzie

#### Turniej mężczyzn

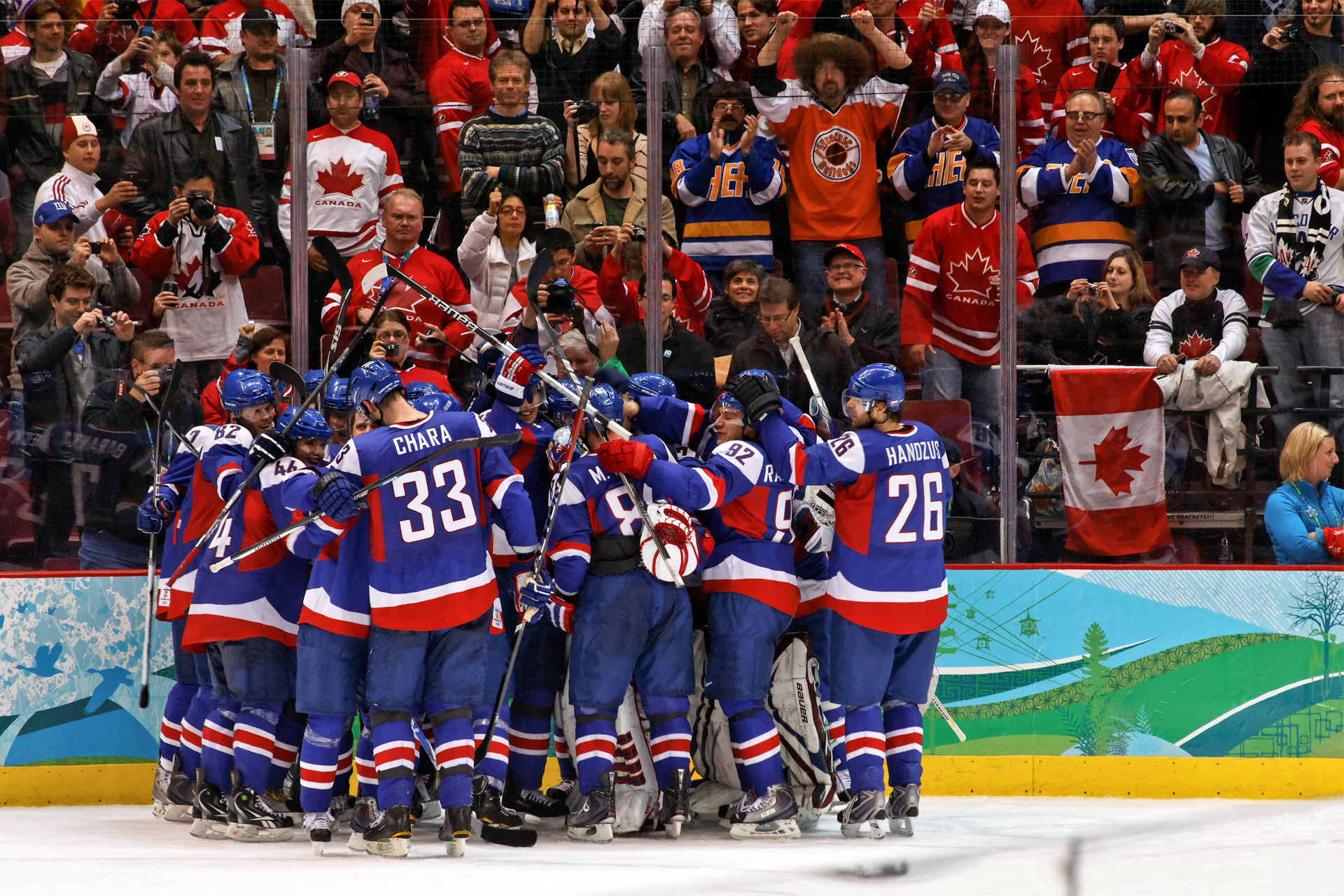
Słowaccy hokeiści po zwycięstwie w ćwierćfinale nad Szwecją

Reprezentacja Słowacji wzięła udział w rozgrywkach grupy B turnieju olimpijskiego mężczyzn, w której zajęła trzecie miejsce. W rundzie kwalifikacyjnej pokonała reprezentację Norwegii i awansowała do ćwierćfinału. W ćwierćfinale była lepsza od zespołu Szwecji i awansowała do półfinału, w którym uległa jednak reprezentacji Kanady 2:3. W meczu o brązowy medal Słowacy przegrali z reprezentacją Finlandii 3:5 i ostatecznie zajęli czwarte miejsce w turnieju.
Słowaccy hokeiści strzelili w Vancouver łącznie 22 bramki. Najwięcej bramek, cztery, zdobył Marián Gáborík.
Skład słowackiej reprezentacji
| Trener: - Ján Filc - Ľubomír Pokovič (asystent) - František Hossa (asystent) |  | Bramkarze: - Peter Budaj - Rastislav Staňa - Jaroslav Halák |  | Obrońcy: - Ivan Baranka - Andrej Meszároš - Ľubomír Višňovský - Zdeno Chára - Andrej Sekera - Milan Jurčina - Martin Štrbák - Richard Lintner |  | Napastnicy: - Martin Cibák - Marián Gáborík - Jozef Stümpel - Miroslav Šatan - Richard Zedník - Ľuboš Bartečko - Žigmund Pálffy - Michal Handzuš - Pavol Demitra - Marián Hossa - Tomáš Kopecký - Marcel Hossa - Branko Radivojevič |

Faza grupowa
| 17 lutego 2010 | Czechy | 3:1 | Słowacja | General Motors Place, Vancouver |

| Szczegóły      | Szczegóły                             | Szczegóły       | Szczegóły     | Szczegóły                                                                 |
| -------------- | ------------------------------------- | --------------- | ------------- | ------------------------------------------------------------------------- |
| Godzina: 21:00 | Eliáš 09:02 Jágr 37:26 Plekanec 39:58 | (1:0, 2:1, 0:0) | 20:47 Gáborík | Widzów: 16 924 Sędzia główny: Brent Reiber Sędziowie liniowi: Brad Watson |

| 18 lutego 2010 | Słowacja | 2:1 pk. | Rosja | General Motors Place, Vancouver |

| Szczegóły      | Szczegóły                 | Szczegóły                 | Szczegóły     | Szczegóły                                                                    |
| -------------- | ------------------------- | ------------------------- | ------------- | ---------------------------------------------------------------------------- |
| Godzina: 21:00 | Hossa 49:48 Demitra 65:00 | (0:0, 0:1, 1:0, 0:0, 1:0) | 25:32 Morozow | Widzów: 17 202 Sędzia główny: Danny Kurmann Sędziowie liniowi: Bill McCreary |

| 20 lutego 2010 | Łotwa | 0:6 | Słowacja | General Motors Place, Vancouver |

| Szczegóły      | Szczegóły | Szczegóły       | Szczegóły                                                                          | Szczegóły                                                                            |
| -------------- | --------- | --------------- | ---------------------------------------------------------------------------------- | ------------------------------------------------------------------------------------ |
| Godzina: 16:30 |           | (0:3, 0:2, 0:1) | 02:44 Višňovský 09:11 Zednik 17:08 Stümpel 21:07 Hossa 22:20 Handzuš 57:20 Baranka | Widzów: 17 023 Sędzia główny: Daniel O’Halloran Sędziowie liniowi: Marcus Vinnerborg |

Tabela grupy B
| Miejsce | Zespół   | Mecze | Punkty | Wygrane | Porażki | Bramki zdobyte | Bramki stracone | Bilans bramek |
| ------- | -------- | ----- | ------ | ------- | ------- | -------------- | --------------- | ------------- |
| 1.      | Rosja    | 3     | 7      | 2       | 1       | 13             | 6               | +7            |
| 2.      | Czechy   | 3     | 6      | 2       | 1       | 10             | 7               | +3            |
| 3.      | Słowacja | 3     | 5      | 2       | 1       | 9              | 4               | +5            |
| 4.      | Łotwa    | 3     | 0      | 0       | 3       | 4              | 19              | -15           |

Runda kwalifikacyjna
| 23 lutego 2010 | Słowacja | 4:3 | Norwegia | General Motors Place, Vancouver |

| Szczegóły      | Szczegóły                                            | Szczegóły       | Szczegóły                                                | Szczegóły                                                                          |
| -------------- | ---------------------------------------------------- | --------------- | -------------------------------------------------------- | ---------------------------------------------------------------------------------- |
| Godzina: 21:00 | Handzuš 07:03 Gáborík 09:48 Zedník 18:52 Šatan 48:41 | (3:1, 0:2, 1:0) | 18:06 Zuccarello Aasen 27:27 Vikingstad 39:59 Bastiansen | Widzów: 17 583 Sędzia główny: Wiaczesław Bułanow Sędziowie liniowi: Marc Joannette |

Ćwierćfinał
| 24 lutego 2010 | Szwecja | 3:4 | Słowacja | General Motors Place, Vancouver |

| Szczegóły      | Szczegóły                                         | Szczegóły       | Szczegóły                                              | Szczegóły                                                                |
| -------------- | ------------------------------------------------- | --------------- | ------------------------------------------------------ | ------------------------------------------------------------------------ |
| Godzina: 21:00 | Hörnqvist 33:49 Zetterberg 34:26 Alfredsson 49:39 | (0:0, 2:3, 1:1) | 27:34 Gáborík 28:11 Sekera 39:12 Demitra 49:01 Kopecký | Widzów: 17 493 Sędzia główny: Bill McCreary Sędziowie liniowi: Jyri Ronn |

Półfinał
| 26 lutego 2010 | Kanada | 3:2 | Słowacja | General Motors Place, Vancouver |

| Szczegóły      | Szczegóły                                | Szczegóły       | Szczegóły                     | Szczegóły                                                               |
| -------------- | ---------------------------------------- | --------------- | ----------------------------- | ----------------------------------------------------------------------- |
| Godzina: 18:30 | Marleau 13:30 Morrow 15:17 Getzlaf 36:54 | (2:0, 1:0, 0:2) | 51:35 Višňovský 55:07 Handzuš | Widzów: 17 799 Sędzia główny: Dennis Larue Sędziowie liniowi: Jyri Ronn |

Mecz o 3. miejsce
| 27 lutego 2010 | Finlandia | 5:3 | Słowacja | General Motors Place, Vancouver |

| Szczegóły      | Szczegóły                                                          | Szczegóły       | Szczegóły                               | Szczegóły                                                                  |
| -------------- | ------------------------------------------------------------------ | --------------- | --------------------------------------- | -------------------------------------------------------------------------- |
| Godzina: 19:00 | Salo 18:50 Hagman 45:06 Jokinen 46:41 Jokinen 48:41 Filppula 59:49 | (1:0, 0:3, 4:0) | 29:56 Gáborík 25:38 Hossa 38:45 Demitra | Widzów: 17 322 Sędzia główny: Paul Devorski Sędziowie liniowi: Brad Watson |

Zdobywcy bramek dla Słowacji
| Miejsce | Zawodnik          | Liczba bramek |
| ------- | ----------------- | ------------- |
| 1.      | Marián Gáborík    | 4             |
| 2.      | Pavol Demitra     | 3             |
| 2.      | Michal Handzuš    | 3             |
| 2.      | Marián Hossa      | 3             |
| 5.      | Ľubomír Višňovský | 2             |
| 5.      | Richard Zedník    | 2             |
| 7.      | Ivan Baranka      | 1             |
| 7.      | Tomáš Kopecký     | 1             |
| 7.      | Andrej Sekera     | 1             |
| 7.      | Jozef Stümpel     | 1             |
| 7.      | Miroslav Šatan    | 1             |

Klasyfikacja końcowa turnieju olimpijskiego
| Miejsce | Zespół            |
| ------- | ----------------- |
| 1.      | Kanada            |
| 2.      | Stany Zjednoczone |
| 3.      | Finlandia         |
| 4.      | Słowacja          |
| 5.      | Szwecja           |
| 6.      | Rosja             |
| 7.      | Czechy            |
| 8.      | Szwajcaria        |
| 9.      | Białoruś          |
| 10.     | Norwegia          |
| 11.     | Niemcy            |
| 12.     | Łotwa             |

#### Turniej kobiet

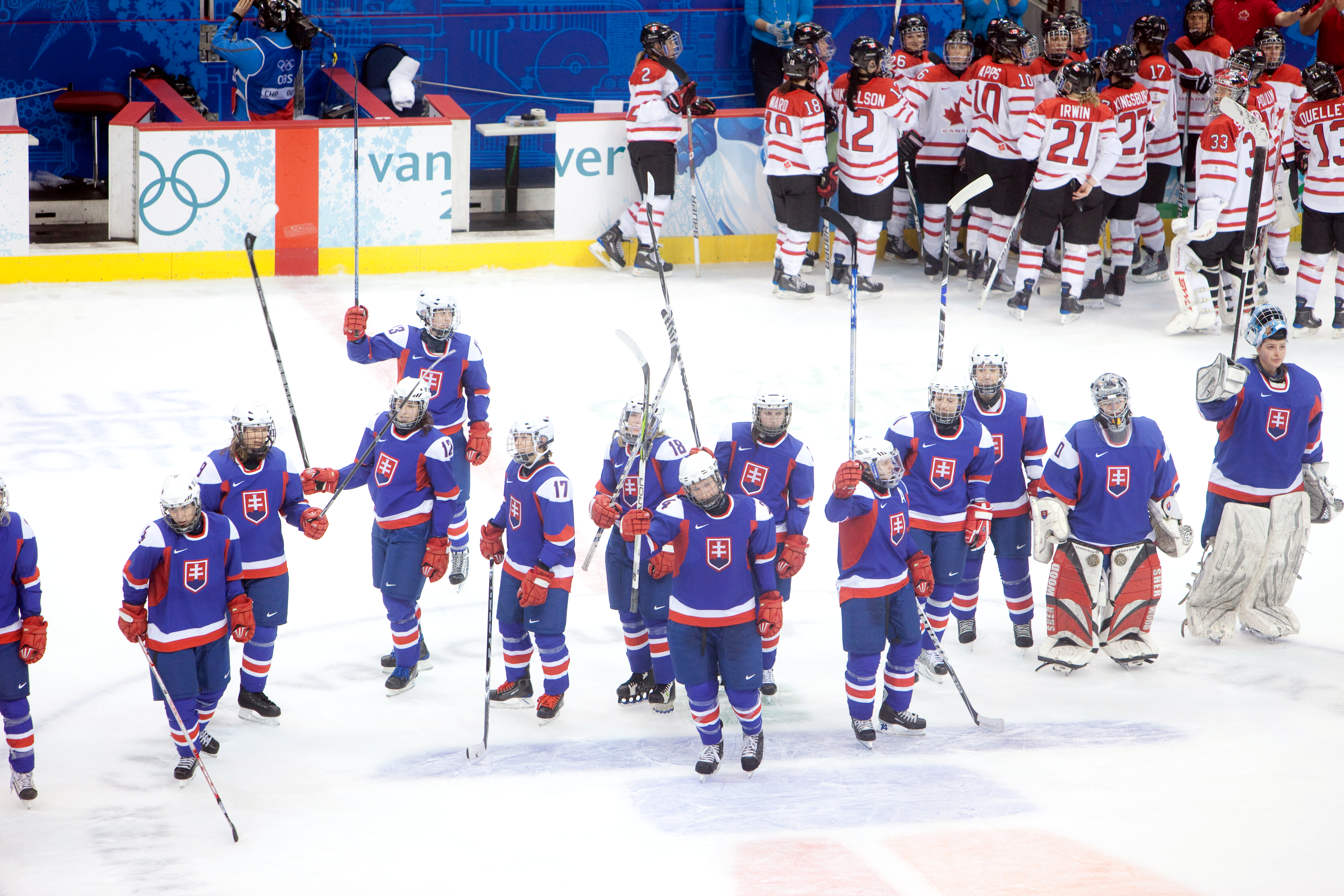
Olimpijska reprezentacja Słowacji w hokeju na lodzie kobiet

Reprezentacja Słowacji kobiet uczestniczyła w rozgrywkach grupy A turnieju olimpijskiego, w której zajęła 4. miejsce. W meczach o miejsca 5.–8. najpierw uległa reprezentacji Rosji 2:4, a w meczu o 7. miejsce przegrała z zespołem Chin 1:3, ostatecznie zajmując ostatnie, 8. miejsce.
Bramki na turnieju w Vancouver zdobyło łącznie pięć słowackich hokeistek, z czego najwięcej, po dwie bramki, zdobyły Janka Čulíková i Petra Pravlíková.
Skład słowackiej reprezentacji
| Trener: - Miroslav Karafiát - Stanislav Kubuš (asystent) - Peter Gápa (asystent) |  | Bramkarze: - Zuzana Tomčíková - Monika Kvaková - Jana Budajová |  | Obrońcy: - Petra Országhová - Barbora Brémová - Petra Babiaková - Edita Raková - Michaela Matejová - Iveta Karafiátová |  | Napastnicy: - Nicol Čupková - Jana Kapustová - Natalie Babonyová - Zuzana Moravčíková - Maria Herichová - Petra Jurčová - Anna Džurňáková - Martina Veličková - Janka Čulíková - Nikoleta Celárová - Nikola Gápová - Petra Pravlíková |

| 13 lutego 2010 | Kanada | 18:0 | Słowacja | General Motors Place, Vancouver |

| Szczegóły      | Szczegóły | Szczegóły       | Szczegóły | Szczegóły                                 |
| -------------- | --- | --------------- | --------- | ----------------------------------------- |
| Godzina: 17:00 | Irwin 01:39 Bonhomme 03:06 Agosta 05:38 MacLeod 08:21 Agosta 11:34 Kingsbury 15:09 Sostorics 16:20 Vaillancourt 23:42 Poulin 27:21 Agosta 30:19 Hefford 32:00 Ouellette 32:44 MacLeod 36:42 Hefford 44:23 Irwin 44:37 Piper 46:54 Hefford 51:03 Kingsbury 52:52 | (7:0, 6:0, 5:0) |           | Widzów: 16 496 Sędzia główny: Joy Tottman |

| 15 lutego 2010 | Szwecja | 6:2 | Słowacja | UBC Winter Sports Centre, Vancouver |

| Szczegóły      | Szczegóły                                                                               | Szczegóły       | Szczegóły                      | Szczegóły                             |
| -------------- | --------------------------------------------------------------------------------------- | --------------- | ------------------------------ | ------------------------------------- |
| Godzina: 19:00 | Winberg 05:01 Rundqvist 12:11 Asserholt 16:07 Winberg 29:07 Holmlöv 46:08 Winberg 53:20 | (3:2, 1:0, 2:0) | 09:52 Džurňáková 13:29 Čupková | Widzów: 5323 Sędzia główny: Aina Hove |

| 17 lutego 2010 | Słowacja | 2:5 | Szwajcaria | UBC Winter Sports Centre, Vancouver |

| Szczegóły      | Szczegóły                     | Szczegóły       | Szczegóły                                                    | Szczegóły                               |
| -------------- | ----------------------------- | --------------- | ------------------------------------------------------------ | --------------------------------------- |
| Godzina: 19:00 | Čulíková 07:10 Čulíková 40:19 | (1:0, 0:1, 1:4) | 35:39 Marty 50:53 Marty 51:18 Benz 56:28 Lehmann 58:25 Marty | Widzów: 5272 Sędzia główny: Ulla Sipila |

Tabela grupy A
| Miejsce | Zespół     | Mecze | Punkty | Wygrane | Porażki | Bramki zdobyte | Bramki stracone | Bilans bramek |
| ------- | ---------- | ----- | ------ | ------- | ------- | -------------- | --------------- | ------------- |
| 1.      | Kanada     | 3     | 9      | 3       | 0       | 41             | 2               | +39           |
| 2.      | Szwecja    | 3     | 6      | 2       | 1       | 10             | 15              | -5            |
| 3.      | Szwajcaria | 3     | 3      | 1       | 2       | 6              | 15              | -9            |
| 4.      | Słowacja   | 3     | 0      | 0       | 3       | 4              | 29              | -25           |

Mecze o miejsca 5-8
| 20 lutego 2010 | Rosja | 4:2 | Słowacja | UBC Winter Sports Centre, Vancouver |

| Szczegóły      | Szczegóły                                                        | Szczegóły       | Szczegóły                        | Szczegóły                             |
| -------------- | ---------------------------------------------------------------- | --------------- | -------------------------------- | ------------------------------------- |
| Godzina: 19:00 | Sotnikowa 07:34 Gawriłowa 18:16 Terentjewa 33:45 Gawriłowa 50:26 | (2:0, 1:1, 1:1) | 23:24 Pravliková 40:31 Kapustová | Widzów: 5488 Sędzia główny: Aina Hove |

| 22 lutego 2010 | Chiny | 3:1 | Słowacja | UBC Winter Sports Centre, Vancouver |

| Szczegóły      | Szczegóły                         | Szczegóły       | Szczegóły        | Szczegóły                               |
| -------------- | --------------------------------- | --------------- | ---------------- | --------------------------------------- |
| Godzina: 14:00 | Linuo 37:15 Rui 45:04 Linuo 51:44 | (0:1, 1:0, 2:0) | 10:37 Pravliková | Widzów: 5284 Sędzia główny: Joy Tottman |

Zdobywczynie bramek dla Słowacji
| Miejsce | Zawodniczka      | Liczba bramek |
| ------- | ---------------- | ------------- |
| 1.      | Janka Čulíková   | 2             |
| 1.      | Petra Pravlíková | 2             |
| 3.      | Nicol Čupková    | 1             |
| 3.      | Anna Džurňáková  | 1             |
| 3.      | Jana Kapustová   | 1             |

Klasyfikacja końcowa turnieju olimpijskiego
| Miejsce | Zespół            |
| ------- | ----------------- |
| 1.      | Kanada            |
| 2.      | Stany Zjednoczone |
| 3.      | Finlandia         |
| 4.      | Szwecja           |
| 5.      | Szwajcaria        |
| 6.      | Rosja             |
| 7.      | Chiny             |
| 8.      | Słowacja          |

### Łyżwiarstwo figurowe
W łyżwiarstwie figurowym jedyną słowacką reprezentantką była Ivana Reitmayerová, która zajęła 28. miejsce w programie krótkim i nie zakwalifikowała się do programu dowolnego.
| Konkurencja | Zawodnik           | Taniec obowiązkowy | Taniec obowiązkowy | Program krótki / Taniec oryginalny | Program krótki / Taniec oryginalny | Program dowolny / Taniec dowolny | Program dowolny / Taniec dowolny | Łącznie | Łącznie |
| Konkurencja | Zawodnik           | Punkty             | Miejsce            | Punkty                             | Miejsce                            | Punkty                           | Miejsce                          | Punkty  | Miejsce |
| ----------- | ------------------ | ------------------ | ------------------ | ---------------------------------- | ---------------------------------- | -------------------------------- | -------------------------------- | ------- | ------- |
| Solistki    | Ivana Reitmayerová | —                  | —                  | 41,94                              | 28.                                | NQ                               | NQ                               | 41,94   | 28.     |

### Narciarstwo alpejskie

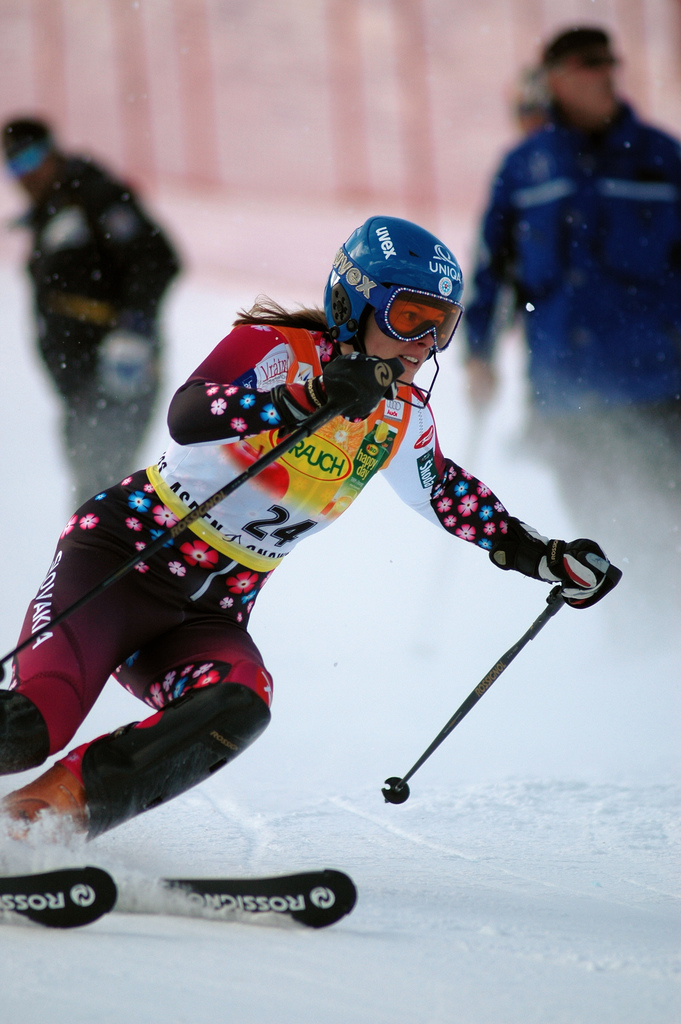
Veronika Zuzulová – reprezentantka Słowacji w narciarstwie alpejskim na igrzyskach w Vancouver

Słowacką reprezentację olimpijską w narciarstwie alpejskim stanowiło troje narciarzy – dwie kobiety i jeden mężczyzna. Wystąpili oni w siedmiu z dziesięciu konkurencji alpejskich w Vancouver. Słowaków zabrakło w trzech konkurencjach kobiet – zjeździe, supergigancie i superkombinacji.
Najlepszy wynik osiągnęła Veronika Zuzulová, zajmując dziesiąte miejsce w slalomie kobiet. Miejsca w czołowej trzydziestce zawodów osiągnęli także w slalomie: Jana Gantnerová (24. miejsce) i Jaroslav Babušiak (30. miejsce).
| Konkurencja              | Zawodnik          | Zjazd 1 | Zjazd 1 | Zjazd 2 | Zjazd 2 | Łącznie | Łącznie |
| Konkurencja              | Zawodnik          | Czas    | Miejsce | Czas    | Miejsce | Czas    | Miejsce |
| ------------------------ | ----------------- | ------- | ------- | ------- | ------- | ------- | ------- |
| Zjazd mężczyzn           | Jaroslav Babušiak | —       | —       | —       | —       | 1:59,99 | 52.     |
| Slalom kobiet            | Jana Gantnerová   | 53,54   | 28.     | 53,92   | 26.     | 1:47,46 | 24.     |
| Slalom kobiet            | Veronika Zuzulová | 52,11   | 11.     | 53,03   | 11.     | 1:45,14 | 10.     |
| Slalom mężczyzn          | Jaroslav Babušiak | 52,10   | 37.     | 54,76   | 31.     | 1:46,86 | 30.     |
| Slalom gigant kobiet     | Jana Gantnerová   | 1:20,00 | 38.     | 1:15,73 | 34.     | 2:35,73 | 35.     |
| Slalom gigant kobiet     | Veronika Zuzulová | 1:18,96 | 34.     | DNS     | DNS     | DNF     | DNF     |
| Slalom gigant mężczyzn   | Jaroslav Babušiak | 1:22,22 | 50.     | 1:24,90 | 43.     | 2:47,12 | 44.     |
| Supergigant mężczyzn     | Jaroslav Babušiak | —       | —       | —       | —       | 1:35,25 | 37.     |
| Superkombinacja mężczyzn | Jaroslav Babušiak | DNF     | DNF     | NQ      | NQ      | DNF     | DNF     |

### Saneczkarstwo
Słowacja wysłała na igrzyska w Vancouver pięcioro saneczkarzy – trzech mężczyzn i dwie kobiety. Wystąpili oni we wszystkich trzech konkurencjach saneczkarskich rozegranych na igrzyskach. Najwyższe, jedenaste miejsce osiągnęła dwójka Branislav Regec i Ján Harniš. W jedynkach najlepszy rezultat uzyskała Veronika Sabolová (14. miejsce).
| Konkurencja      | Zawodnik                   | Zjazd 1 | Zjazd 1 | Zjazd 2 | Zjazd 2 | Zjazd 3 | Zjazd 3 | Zjazd 4 | Zjazd 4 | Łącznie  | Łącznie |
| Konkurencja      | Zawodnik                   | Czas    | Miejsce | Czas    | Miejsce | Czas    | Miejsce | Czas    | Miejsce | Czas     | Miejsce |
| ---------------- | -------------------------- | ------- | ------- | ------- | ------- | ------- | ------- | ------- | ------- | -------- | ------- |
| Jedynki kobiet   | Veronika Sabolová          | 41,999  | 12.     | 41,925  | 12.     | 42,563  | 19.     | 42,055  | 11.     | 2:48,542 | 14.     |
| Jedynki kobiet   | Jana Šišajová              | 42,297  | 18.     | 42,172  | 18.     | 42,529  | 18.     | 48,101  | 27.     | 2:55,099 | 27.     |
| Jedynki mężczyzn | Jozef Ninis                | 49,196  | 23.     | 49,153  | 23.     | 49,643  | 30.     | 49,122  | 25.     | 3:17,114 | 24.     |
| Dwójki mężczyzn  | Branislav Regec Ján Harniš | 42,018  | 13.     | 41,924  | 10.     | —       | —       | —       | —       | 1:23,942 | 11.     |

### Skoki narciarskie
W słowackiej kadrze znalazł się jeden skoczek narciarski – Tomáš Zmoray, który wystąpił w kwalifikacjach do obu konkursów indywidualnych. Na normalnej skoczni zajął 42. miejsce w serii kwalifikacyjnej i nie awansował do konkursu głównego. Na dużym obiekcie był 40. w kwalifikacjach i awansował do zawodów z ostatniego miejsca. W konkursie sklasyfikowany został na 43. miejscu.
Startując w Vancouver Zmoray został pierwszym w historii reprezentantem niepodległej Słowacji, który wziął udział w olimpijskich konkursach skoków narciarskich.
| Konkurencja                              | Zawodnik     | Kwalifikacje | Kwalifikacje | Kwalifikacje | Seria 1   | Seria 1 | Seria 1 | Seria 2   | Seria 2 | Seria 2 | Łącznie | Łącznie |
| Konkurencja                              | Zawodnik     | Odległość    | Nota         | Miejsce      | Odległość | Nota    | Miejsce | Odległość | Nota    | Miejsce | Nota    | Miejsce |
| ---------------------------------------- | ------------ | ------------ | ------------ | ------------ | --------- | ------- | ------- | --------- | ------- | ------- | ------- | ------- |
| Konkurs indywidualny – skocznia normalna | Tomáš Zmoray | 94,0         | 107,5        | 42.          | NQ        | NQ      | NQ      | NQ        | NQ      | NQ      | NQ      | nq      |
| Konkurs indywidualny – skocznia duża     | Tomáš Zmoray | 119,5        | 100,6        | 40.          | 108,0     | 77,4    | 43.     | NQ        | NQ      | NQ      | 77,4    | 43.     |

## Przyjęcie medalistów w kraju
Po powrocie do kraju, 2 marca 2010 roku po godz. 17:00 na Placu SNP (słowackiego powstania narodowego) w Bańskiej Bystrzycy słowaccy medaliści olimpijscy z Vancouver – Anastasija Kuźmina i Pavol Hurajt zostali powitani przez tłum ok. 2000 osób. Podczas uroczystości na telebimach przypomniane zostały występy zawodników w Vancouver. Gratulacje medalistom złożyli: prezydent kraju bańskobystrzyckiego, Vladimír Maňka oraz burmistrz Bańskiej Bystrzycy, Ivan Saktor, który udekorował zawodników wieńcami olimpijskimi. Na cześć medalistów premierowe wykonanie utworu Nasťa, którego tytuł jest zdrobnieniem od imienia Kuzminy, zaprezentował Pavol Janíček.